# Кисляков, Николай Михайлович
Никола́й Миха́йлович Кисляко́в (1861 — ?) — русский земский статистик.
Сын крестьянина. Около 2 лет был народным учителем, но в результате увлечения политикой был с этой должности уволен. Работал в области земской статистики в Курске и Нижнем Новгороде, а с 1895 года был заведующим статистическим отделением псковской губернской земской управы. Ему принадлежит ряд очерков по хозяйственной статистике и народному образованию в статистических сборниках Курской и Нижегородской губерний. Интересная в историческом отношении статья «Пашня» («Материалы к оценке земель Нижегородской губернии», часть экономическая, вып. VII). Помимо редактирования основного описания Псковской губернии (под общим заглавием «Псковская губерния») Кисляков составил ряд очерков по земским и общеэкономическим вопросам этой губернии.